# Rio Groapa Seacă (Jiu)
O Rio Groapa Seacă é um rio da Romênia, afluente do Jieţ, localizado no distrito de Hunedoara.